# Windsor (condado de Windsor)
Windsor es un lugar designado por el censo (en inglés, census-designated place, CDP) ubicado en el condado de Windsor, Vermont, Estados Unidos. Según el censo de 2020, tiene una población de 2,139 habitantes.

## Geografía
Está ubicado en las coordenadas 43°28′45″N 72°23′26″O / 43.47917, -72.39056 (43.479211, -72.39066).